# 13e cérémonie des prix Génie
La 13e cérémonie des Prix Génie s'est déroulé le 22 novembre 1992 pour récompenser les films sortis dans le courant de l'année.

## Palmarès
Le vainqueur de chaque catégorie est indiqué en gras